# ワジェンキ公園

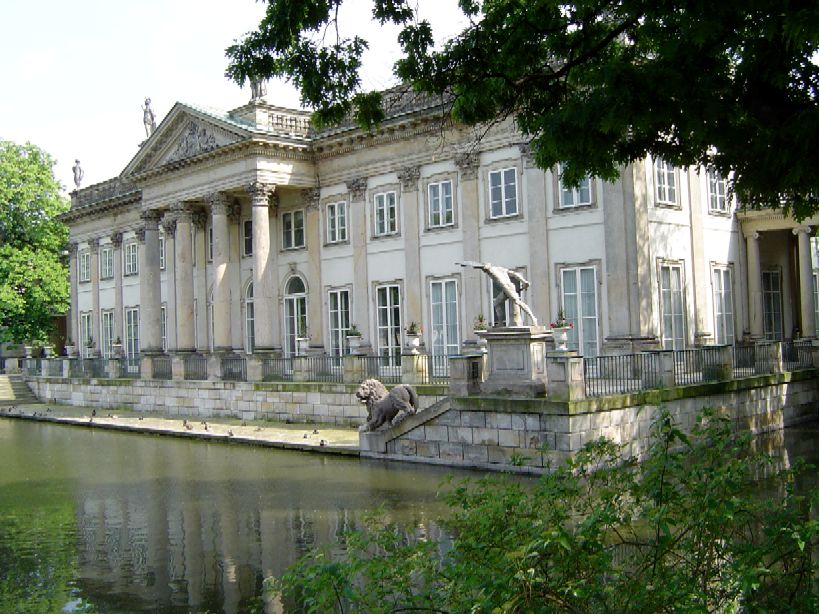
公園内にあるワジェンキ水上宮殿

ワジェンキ公園（ワジェンキこうえん、Park Łazienkowski）は、ポーランド・ワルシャワ市内、中心部よりやや東側に位置する公園。大統領府と隣接している。夏の間、毎日曜日に開かれるショパン・コンサートが有名。
公園内の池の脇には、ワジェンキ宮殿が建っている。

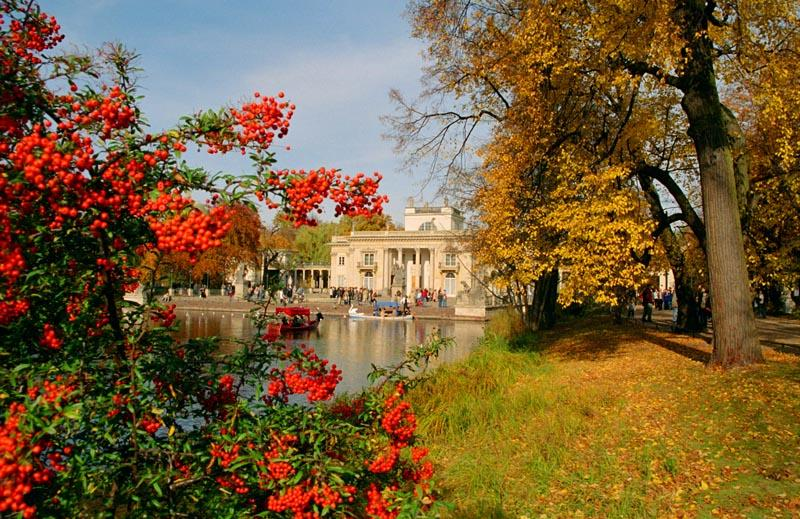
ワジェンキ水上王宮
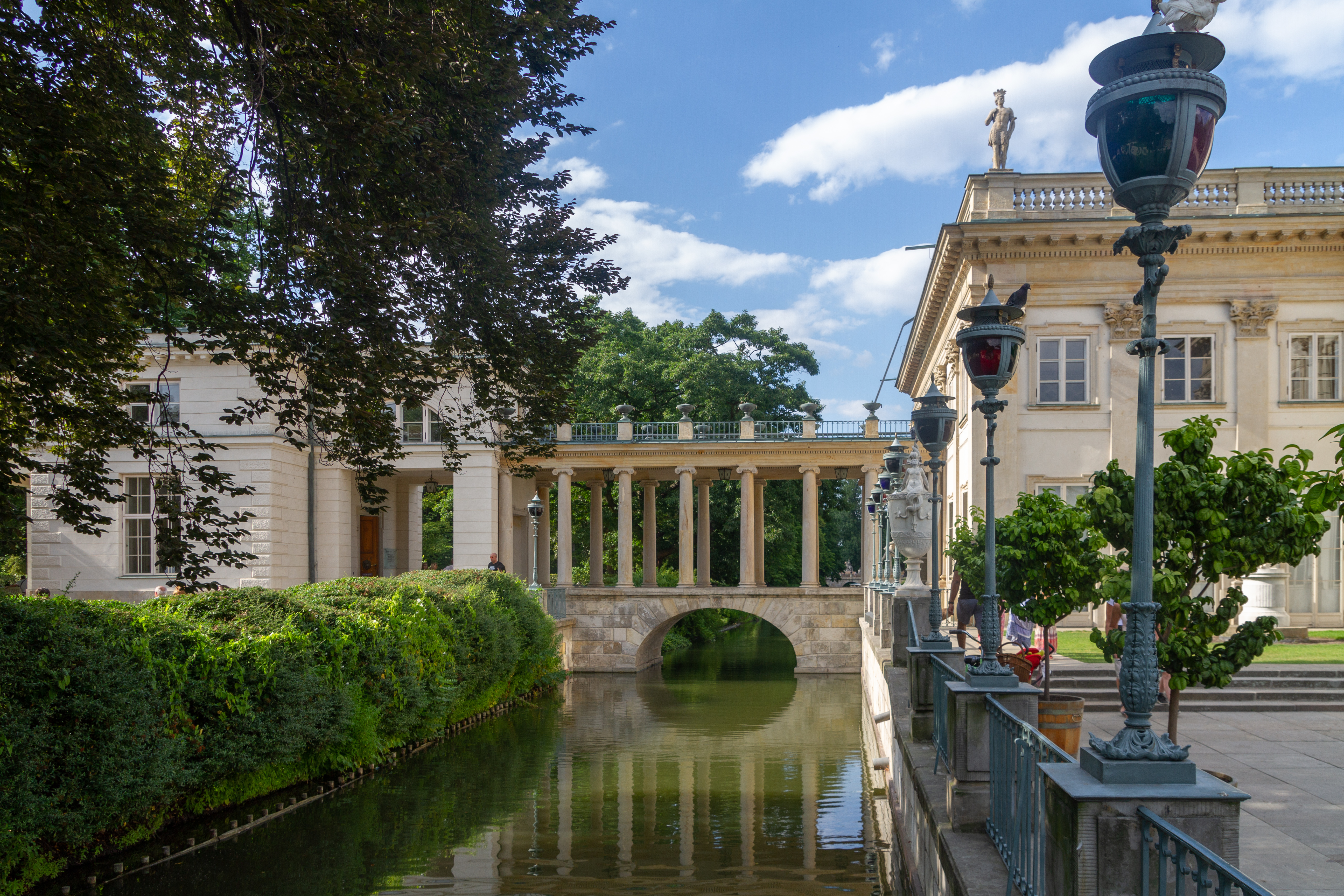
ワジェンキ水上王宮
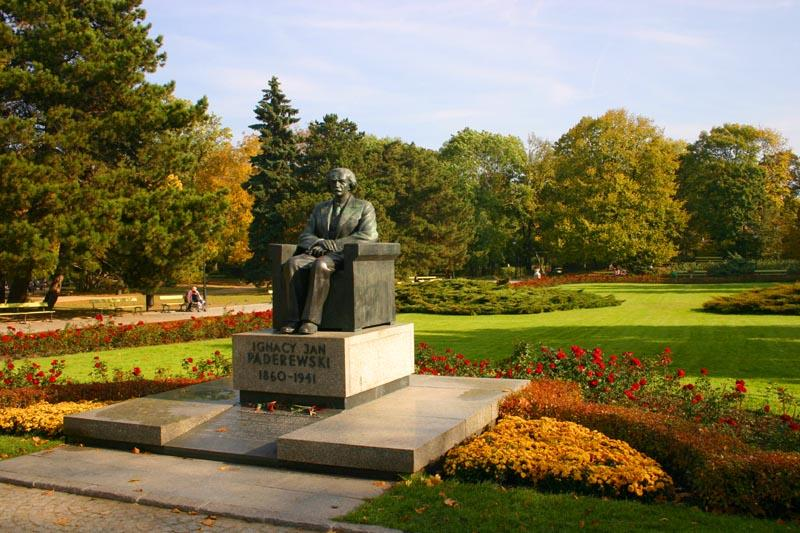
ピアニスト兼政治家イグナツィ・パデレフスキの像
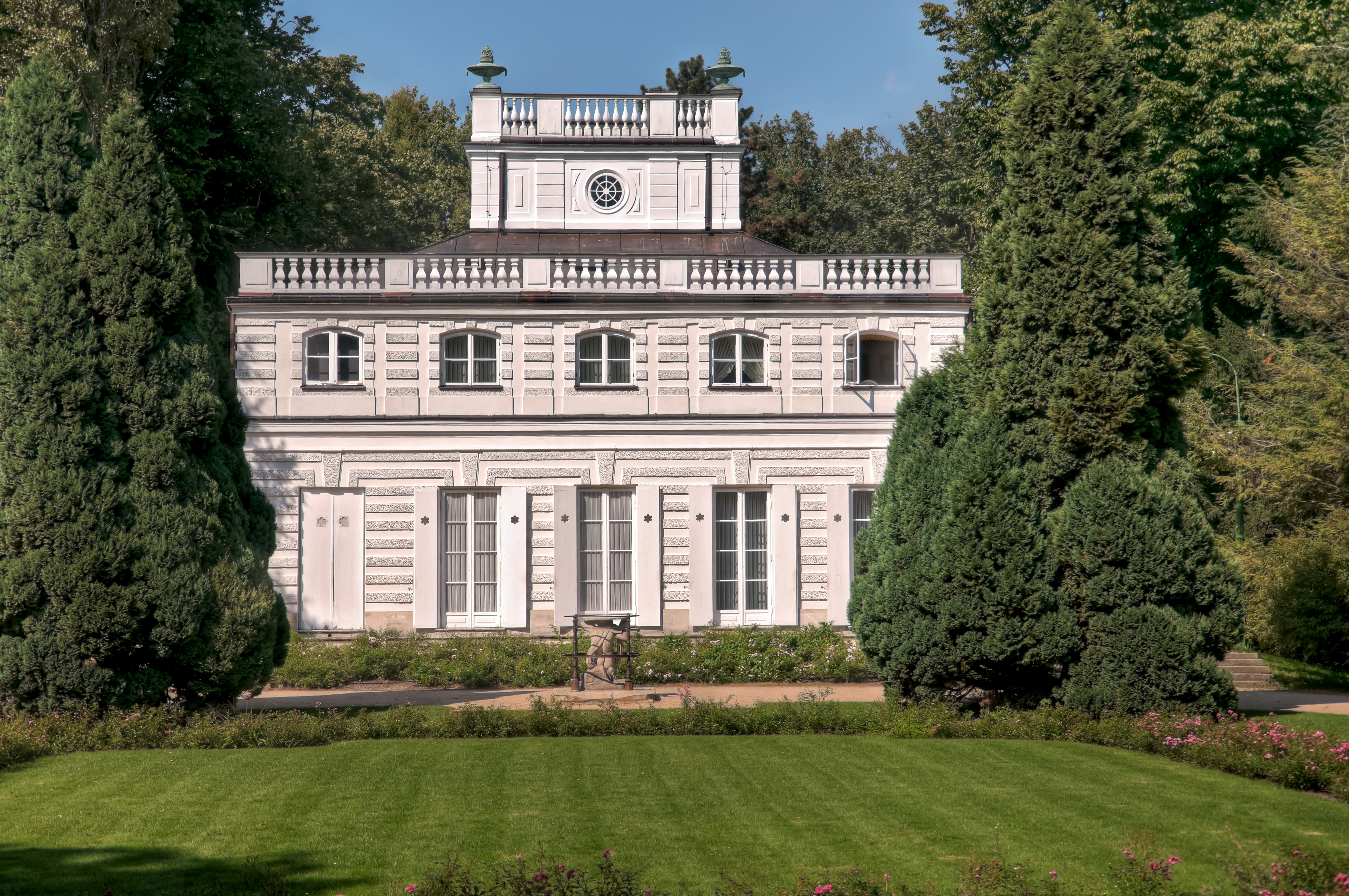
王の白い離宮
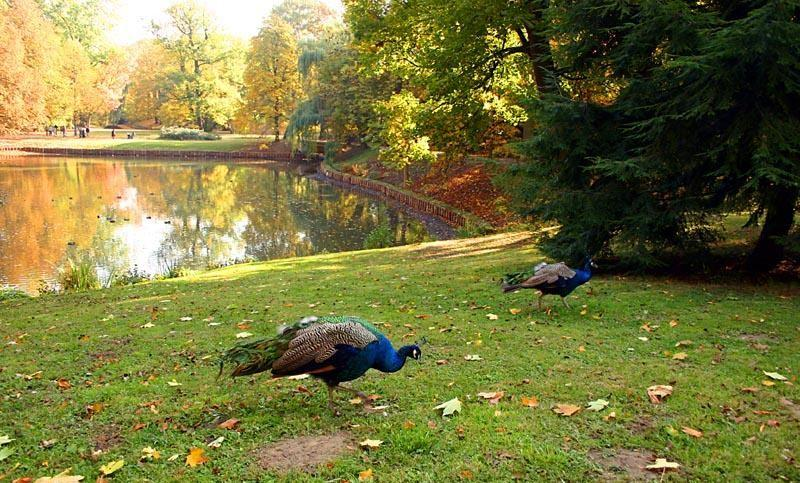
公園内で放し飼いの孔雀
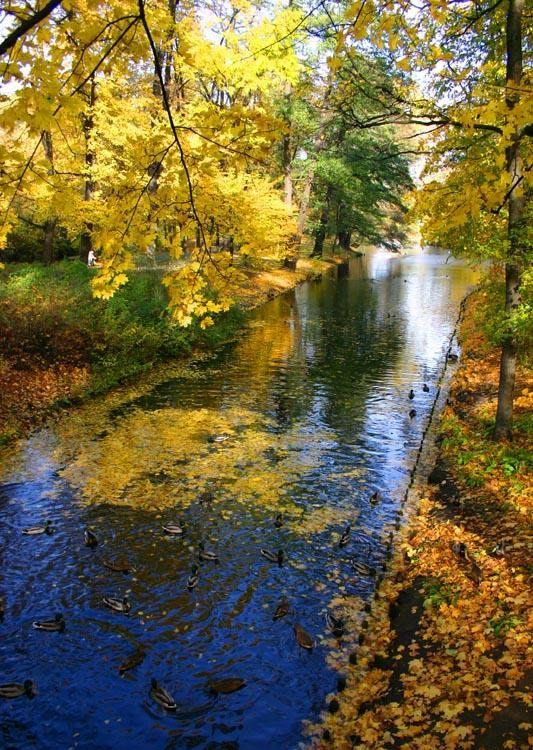
黄葉のワジェンキ公園
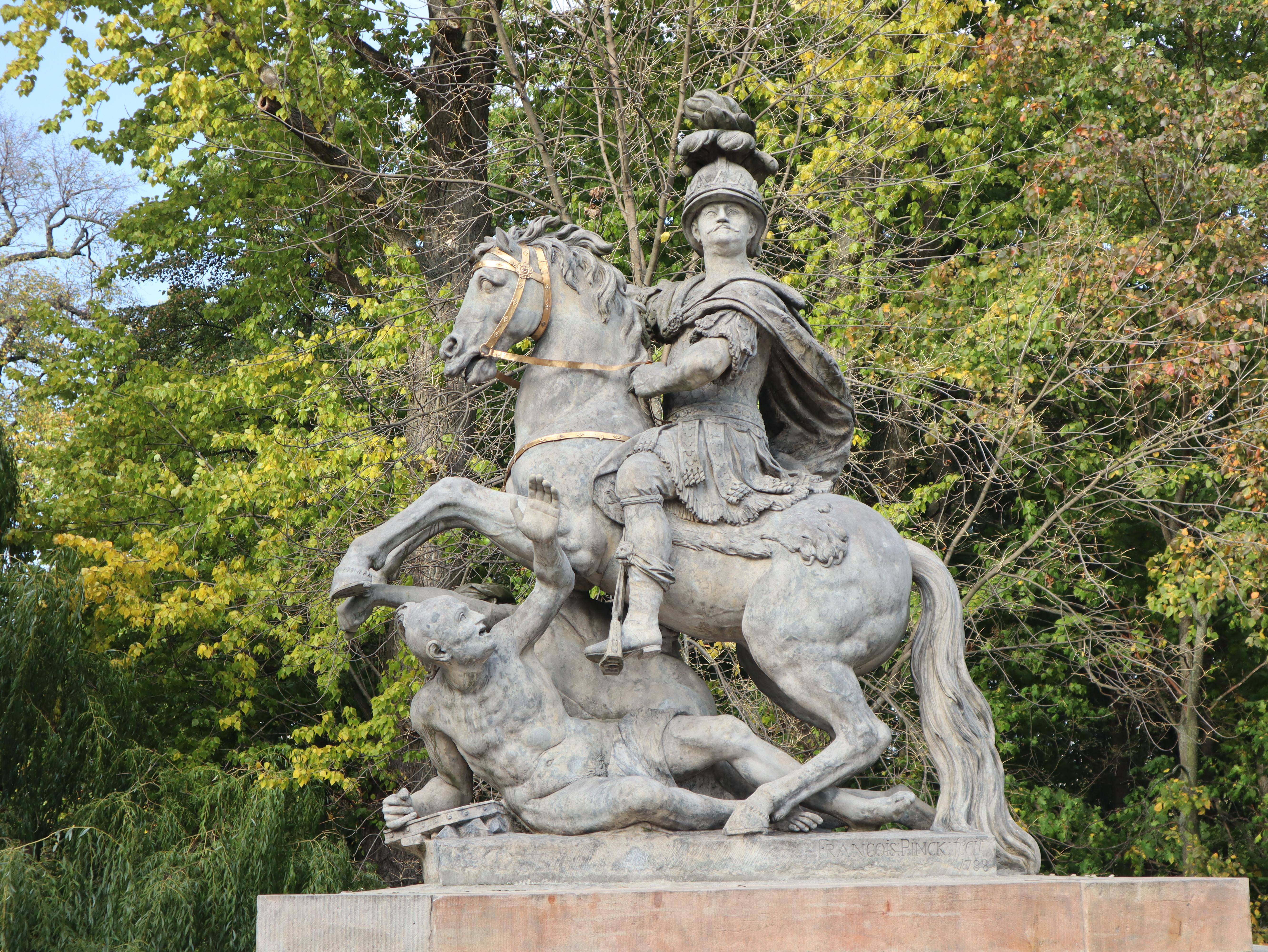
ヤン3世ソビエスキ王の彫像
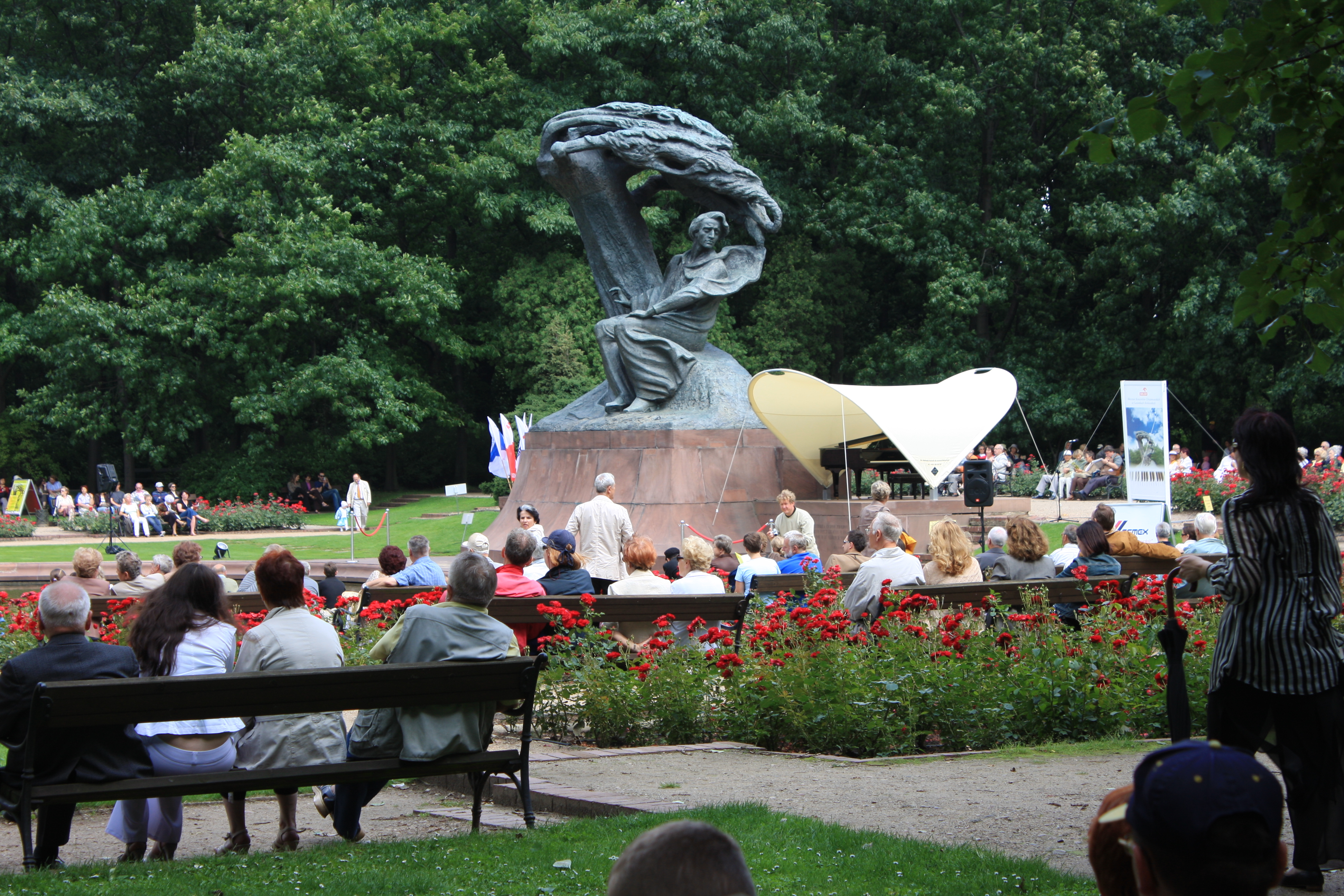
夏の毎週日曜の無料野外ピアノコンサート
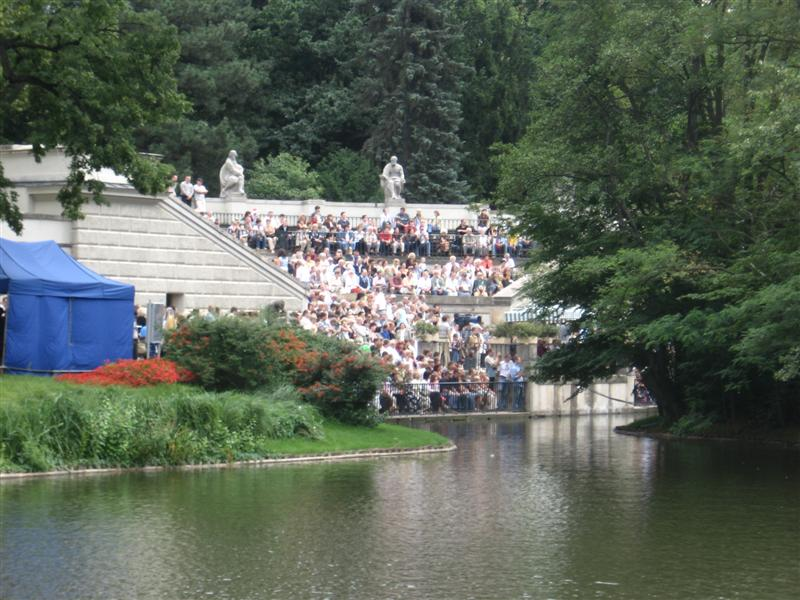
夏の水上劇場 ショパン銅像広場が補修されるときはこちらで日曜の無料野外コンサートが開かれることがある 2012年の夏季の無料コンサートはこちらで開かれている 野良クジャクたちがやってきてコンサートの音楽に合わせて大声で歌うのが名物